# سندیاکرست
سندیاکرست که در میان محلی‌ها به قله سندیا یا به بطور خلاصه کرست نیز گفته می‌شود،  یک خط الراس کوهی است که در ۱۰٬۶۷۹ فوت (۳٬۲۵۵ متر) ، نقطه مرتفع کوه های ساندیا-مانزانو است و در کوه‌های سندیا در شهرستان برنالیلو، نیومکزیکو، ایالات متحده واقع شده است. به جای یک قله واقعی یا قله توپوگرافی، این محدوده به یک خط خط الراس طولانی صعود می‌کند. به سمت شرق، دامنه از کرست به پایین شیب می‌خورد و به دشت‌های زیرین ادغام می‌شود. در سمت غربی کرست یک صخره است. این محدوده به طور چشمگیری از ۴٬۰۰۰ فوت (۱٬۰۰۰ متر) در ارتفاع بیش از ۲ مایل (۳ کیلومتر) از فاصله افقی تا دره ریو گراند و شهر آلبوکرکی پایین می‌آید. این منطقه در منطقه رنجر ساندیا در جنگل ملی سیبولا قرار دارد. کرست دارای یک منطقه دیدنی با فروشگاه و مرکز بازدیدکنندگان، فرستنده‌های مخابراتی، مسیر محبوب لا لوز، کوهستان وحشی سندیا و قله منطقه اسکی قله سندیا و تله‌کابین قله سندیا است که طولانی‌ترین ترن هوایی در قاره آمریکا است.